# سیارک ۲۳۲۹۸
سیارک ۲۳۲۹۸ (به انگلیسی: 23298 Loewenstein، نامگذاری:2001AA5) بیست و سه هزار و دویست و نود و هشتمین سیارک کشف شده‌است که در ۲ ژانویه ۲۰۰۱ کشف شد.
قدر مطلق سیارک برابر ۱۴.۸ است.